# Katodyna
Katodyna – nazwa lampowej konfiguracji wzmacniaczy dwustopniowych, w których stopień pierwszy pracuje w układzie wtórnika katodowego (czyli „wspólnej anody”), a drugi w układzie wspólnej siatki.
Pierwszy stopień na wtórniku katodowym charakteryzuje się wysoką impedancją wejściową, czyli cechą bardzo korzystną ze względu na współpracę z różnymi źródłami sygnału. Drugi stopień ma wysokie wzmocnienie, a charakterystyczna dla układów ze wspólną siatką mała impedancja wejściowa nie obciąża źródła sygnału, gdyż stopień ten sterowany jest z wtórnika katodowego, zdolnego do sterowania obciążeń o niskiej impedancji.
Wykorzystując taką konfigurację uzyskuje się bardzo dobrą separację wejścia wzmacniacza od jego wyjścia przy wysokim wzmocnieniu napięciowym i niskich zniekształceniach nieliniowych. Cechą charakterystyczną układu z katodyną jest to, że sygnał wejściowy i wyjściowy są w tej samej fazie.
Wadą tego układu jest wysoka impedancja wyjściowa, w związku z czym najczęściej nie nadaje się on do bezpośredniego sterowania obciążeniem, a wymusza zastosowania za nim kolejnego stopnia wzmacniającego.